# ファウスト・パーリ
ファウスト・パーリ（Fausto Pari、1962年9月15日 - ）は、イタリア出身の元同国代表、サヴィニャーノ・スル・ルビコーネの元サッカー選手。ポジションはDF、守備的MF。ファウスト・パリ表記も見られる。

## 経歴
サンプドリアで長年レギュラーポジションを確保し、黄金時代を支えた選手の一人。サンプでは通算で400試合以上に出場、1990-91シーズンにリーグ制覇を成し遂げるなど数々のタイトルを獲得、1991-92シーズンにはUEFAチャンピオンズカップ決勝のFCバルセロナ戦でも先発フル出場した。
1992-93シーズンからはナポリに在籍、同シーズンはACミラン戦の怪我で約8カ月の離脱を強いられた。翌1993-94シーズン監督に就任したマルチェロ・リッピとの折り合いが悪く冷遇された。サンプドリアでも指導を受けていた、ボスコフ監督の就任後は再びレギュラーとして起用された。
1991年にイタリア代表に選出されたことがあるが、出場は無い。

## タイトル
インテル
- セリエA : 1979-80

サンプドリア
- セリエA : 1990-91
- コッパ・イタリア : 1984-85, 1987-88, 1988-89
- スーペルコッパ・イタリアーナ : 1991
- UEFAカップウィナーズカップ : 1989-90
- UEFAチャンピオンズカップ準優勝 : 1991-92